# Anthophorula euphorbiae
Anthophorula euphorbiae là một loài Hymenoptera trong họ Apidae. Loài này được Timberlake mô tả khoa học năm 1947.